# Sa‘īd Sarā
Sa‘īd Sarā (persiska: سعید سرا, Seyyed Sarā) är en ort i Iran.   Den ligger i provinsen Gilan, i den nordvästra delen av landet, 250 km nordväst om huvudstaden Teheran. Sa‘īd Sarā ligger 165 meter över havet och antalet invånare är 522.
Terrängen runt Sa‘īd Sarā är varierad. Runt Sa‘īd Sarā är det ganska tätbefolkat, med 111 invånare per kvadratkilometer. Närmaste större samhälle är Fūman, 11,1 km nordost om Sa‘īd Sarā. I omgivningarna runt Sa‘īd Sarā växer i huvudsak blandskog.